# Henri Ndong
Henri Ndong Ngaleu (ur. 23 sierpnia 1992 w Bitam) – gaboński piłkarz grający na pozycji obrońcy.

## Kariera klubowa
Ndong jest wychowankiem klubu US Bitam z miasta Bitam. W 2010 roku zadebiutował w jego barwach w pierwszej lidze gabońskiej. W 2012 roku przeszedł do francuskiego AJ Auxerre. W Ligue 2 zadebiutował 24 sierpnia 2012 w wygranym 2:1 meczu ze Stade Lavallois. Zawodnikiem Auxerre był przez cztery sezony i w tym czasie rozegrał 25 spotkań w lidze.
Następnie grał w litewskiej Sūduvie Mariampol i gruzińskim SK Samtredia. W 2018 przeszedł do ormiańskiego klubu Szirak Giumri. W kolejnych latach był też graczem libijskiego Al-Ahly Benghazi oraz saudyjskiego Al-Hejaz Club.

## Kariera reprezentacyjna
W reprezentacji Gabonu Ndong zadebiutował w 2011 roku. W 2012 roku został powołany do kadry na Puchar Narodów Afryki 2012, a w 2015 do kadry na Puchar Narodów Afryki 2015.